# Saison 2010-2011 du MC Alger
Cet article traite la saison 2010-2011 du Mouloudia d'Alger. Les matchs se déroulent essentiellement en Championnat d'Algérie de football 2010-2011, mais aussi en Coupe d'Algérie de football 2010-2011.
En raison de son titre lors de la saison 2009-2010, le club participe à la Ligue des champions de la CAF.

## Marché des transferts

### Mercato estival 2010
| Type    | Poste     | Nom             | Âge | Nat.                 | Transfert      | Durée | Indemnité  | Date          | Provenance/Destination |
| ------- | --------- | --------------- | --- | -------------------- | -------------- | ----- | ---------- | ------------- | ---------------------- |
| Arrivée | Défenseur | Toufik Bouhafer | 25  | Drapeau de l'Algérie | Fin de contrat | 3 ans | 0 DA       | Mercato d'été | MC El Eulma (D1)       |
| Arrivée | Défenseur | Ichem Moussi    | 27  | Drapeau de la France | Achat          | 1 an  | 400 000 DA | Mercato d'été | TC Tournais (D1)       |

Âge = âge au moment du transfert; Nat. = nationalité; Date = date ou période du transfert ( = mercato d'été;  = mercato d'hiver)
ArrivéeDépart